# Отфаж
Отфа́ж (фр. Hautefage, окс. Autafaja) — коммуна во Франции, находится в регионе Лимузен. Департамент — Коррез. Входит в состав кантона Сен-Прива. Округ коммуны — Тюль.
Код INSEE коммуны — 19091.
Коммуна расположена приблизительно в 420 км к югу от Парижа, в 105 км юго-восточнее Лиможа, в 28 км к юго-востоку от Тюля.

## Население
Население коммуны на 2008 год составляло 308 человек.
| 1962 | 1968 | 1975 | 1982 | 1990 | 1999 | 2008 |
| ---- | ---- | ---- | ---- | ---- | ---- | ---- |
| 444  | 386  | 358  | 330  | 309  | 280  | 308  |

## Экономика

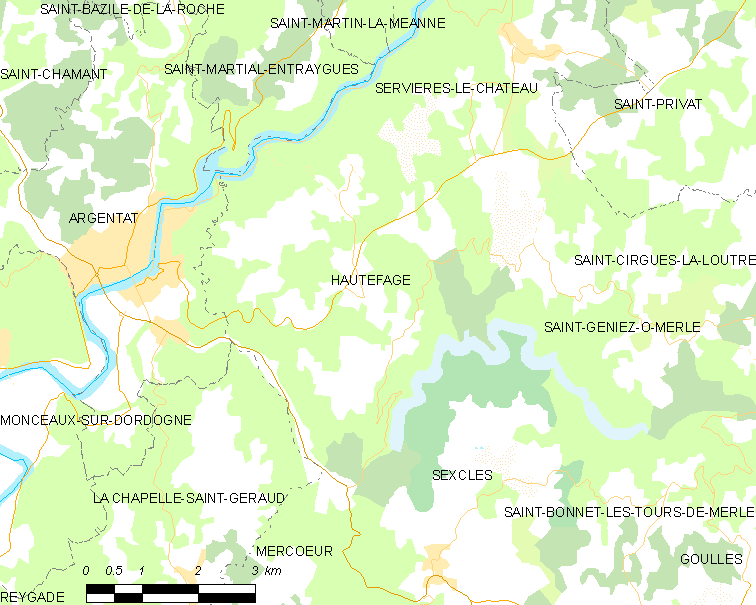
Карта коммуны

В 2007 году среди 182 человек в трудоспособном возрасте (15-64 лет) 136 были экономически активными, 46 — неактивными (показатель активности — 74,7 %, в 1999 году было 71,2 %). Из 136 активных работали 126 человек (66 мужчин и 60 женщин), безработных было 10 (2 мужчин и 8 женщин). Среди 46 неактивных 13 человек были учениками или студентами, 19 — пенсионерами, 14 были неактивными по другим причинам.

## Достопримечательности
- Церковь Нотр-Дам (XII год). Памятник истории с 1926 года[3]